# Taylah Preston
Taylah Preston (ur. 27 października 2005 w Perth) – australijska tenisistka.

## Kariera tenisowa
W karierze zwyciężyła w czterech singlowych i dwóch deblowych turniejach rangi ITF. 18 marca 2024 roku zajmowała najwyższe miejsce w rankingu singlowym WTA Tour – 134. pozycję, również 24 lutego 2025 osiągnęła najwyższą pozycję w rankingu deblowym – 199. miejsce.

## Finały turniejów WTA 125
| Legenda                   | Legenda |
| ------------------------- | ------- |
| Wielki Szlem              |         |
| Igrzyska olimpijskie      |         |
| WTA Tour Championships    |         |
| od 2021                   |         |
| WTA 1000 (obowiązkowe)    |         |
| WTA 1000 (nieobowiązkowe) |         |
| WTA 500                   |         |
| WTA 250                   |         |
| WTA 125                   |         |

### Gra pojedyncza 1 (0–1)
| Końcowy wynik | Nr | Data           | Turniej         | Nawierzchnia | Przeciwniczka     | Wynik finału  |
| ------------- | -- | -------------- | --------------- | ------------ | ----------------- | ------------- |
| Finalistka    | 1. | 25 lutego 2024 | Puerto Vallarta | Twarda       | McCartney Kessler | 7:5, 3:6, 0:6 |

### Gra podwójna 1 (1–0)
| Końcowy wynik | Nr | Data           | Turniej | Nawierzchnia | Partnerka  | Przeciwniczki                         | Wynik finału |
| ------------- | -- | -------------- | ------- | ------------ | ---------- | ------------------------------------- | ------------ |
| Zwyciężczyni  | 1. | 15 lutego 2025 | Cancún  | Twarda       | Maya Joint | Aliona Bolsova Yvonne Cavallé Reimers | 6:4, 6:3     |

## Finały turniejów ITF
| turnieje z pulą nagród 100 000 $ (W100)  |
| turnieje z pulą nagród 80 000 $ (W80)    |
| turnieje z pulą nagród 60 000 $ (W75)    |
| turnieje z pulą nagród 40 000 $ (W50)    |
| turnieje z pulą nagród 25/30 000 $ (W35) |
| turnieje z pulą nagród 15 000 $ (W15)    |

### Gra pojedyncza 6 (4–2)
| Rezultat     |    | Data       | Turniej    | ($)    | Naw.   | Przeciwniczka    | Wynik            |
| Finalistka   | 1. | 07/05/2023 | Nottingham | 25 000 | Twarda | Harriet Dart     | 0:6, 2:6         |
| Zwyciężczyni | 1. | 28/05/2023 | Monastyr   | 25 000 | Twarda | Gabriela Knutson | 3:6, 7:6(5), 6:3 |
| Zwyciężczyni | 2. | 24/09/2023 | Perth      | 25 000 | Twarda | Talia Gibson     | 7:5, 6:1         |
| Zwyciężczyni | 3. | 15/10/2024 | Cairns     | 25 000 | Twarda | Yūki Naitō       | 6:4, 6:4         |
| Zwyciężczyni | 4. | 26/11/2023 | Brisbane   | 60 000 | Twarda | Darja Astachowa  | 6:3, 6:4         |
| Finalistka   | 2. | 03/11/2024 | Sydney     | 60 000 | Twarda | Emerson Jones    | 4:6, 6:7(3)      |

### Gra podwójna 6 (2–4)
| Rezultat     |    | Data       | Turniej          | ($)    | Naw.   | Partnerka       | Przeciwniczki                  | Wynik          |
| Finalistka   | 1. | 15/10/2022 | Cairns           | 25 000 | Twarda | Alana Parnaby   | Talia Gibson Petra Hule        | 1:6, 4:6       |
| Finalistka   | 2. | 23/09/2023 | Perth            | 25 000 | Twarda | Talia Gibson    | Destanee Aiava Maddison Inglis | 3:6, 6:7(3)    |
| Zwyciężczyni | 1. | 14/10/2023 | Cairns           | 25 000 | Twarda | Destanee Aiava  | Roisin Gilheany Alicia Smith   | 7:6(5), 7:5    |
| Finalistka   | 3. | 26/10/2024 | City of Playford | 60 000 | Twarda | Lizette Cabrera | Alexandra Bozovic Petra Hule   | 4:6, 3:6       |
| Zwyciężczyni | 2. | 03/11/2024 | Sydney           | 60 000 | Twarda | Lizette Cabrera | Destanee Aiava Maddison Inglis | 6:1, 3:6, 10–8 |
| Finalistka   | 4. | 01/02/2025 | Brisbane         | 60 000 | Twarda | Lizette Cabrera | Petra Hule Elena Micic         | 6:2, 2:6, 6–10 |